# Église Sainte-Marie-Madeleine de Séville
Pour les articles homonymes, voir Église Sainte-Marie-Madeleine.
L'église Sainte-Maríe-Madeleine de Séville (en espagnol : Iglesia de Santa María Magdalena) est une église catholique et le siège d'une paroisse royale de Séville, en Andalousie. Le bâtiment est de style baroque. Il a été projeté par Leonardo de Figueroa et édifié à la fin du XVIIe siècle et au début du XVIIIe siècle, comme Église du couvent de San Pablo el Real. Il a été déclaré Bien d'Intérêt Culturel en 1970 .
Elle est actuellement le siège canonique de la Fraternité Sacramentale de la Madeleine, de la Fraternité de Notre Dame de la Protection, de la Fraternité de la Cinquième Douleur, de la Fraternité de Montserrat et de la Fraternité du Calvaire.

## Histoire

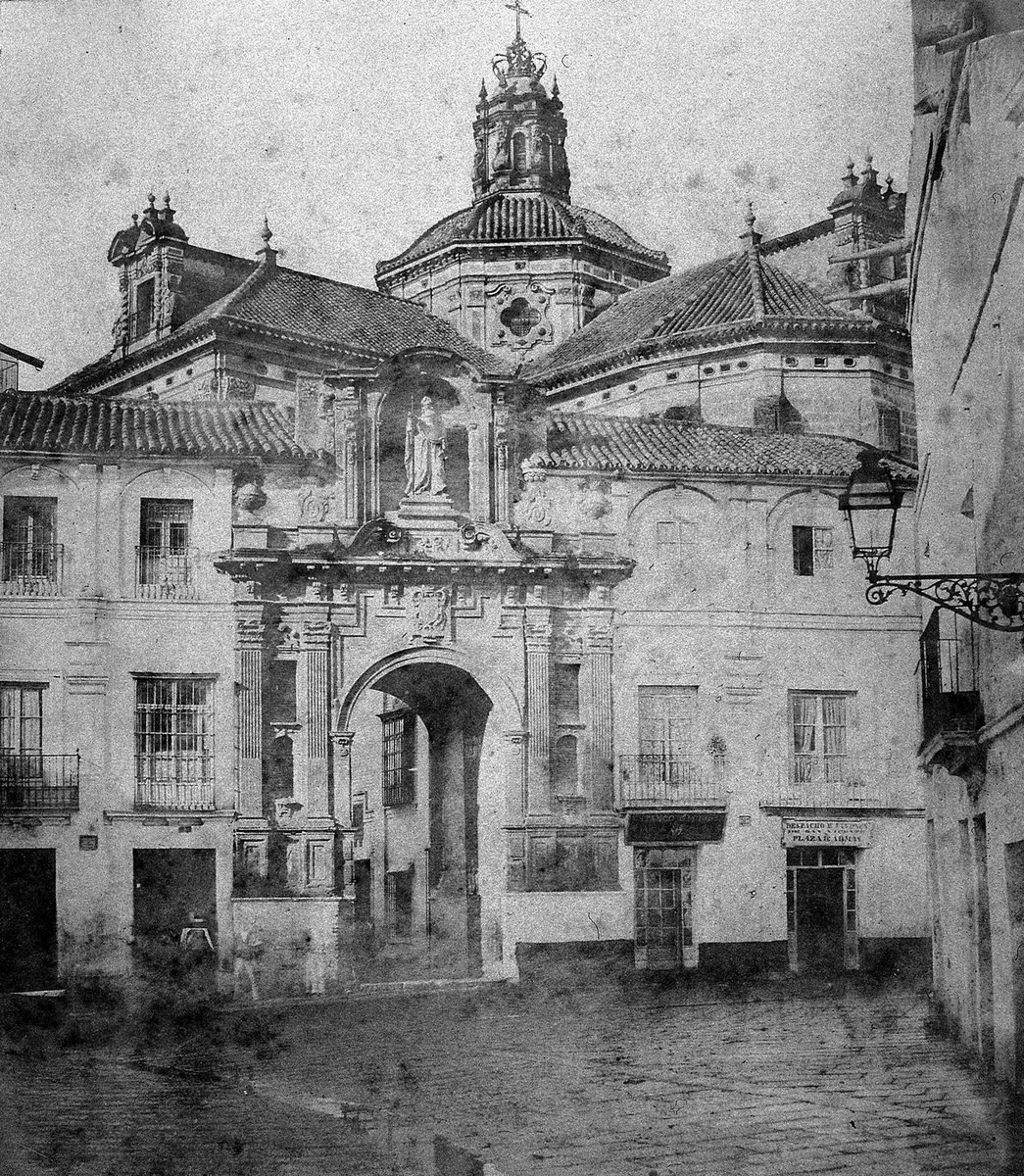
Portail de l'ancien couvent de San Pablo, 1850. Par Joseph Vigier.

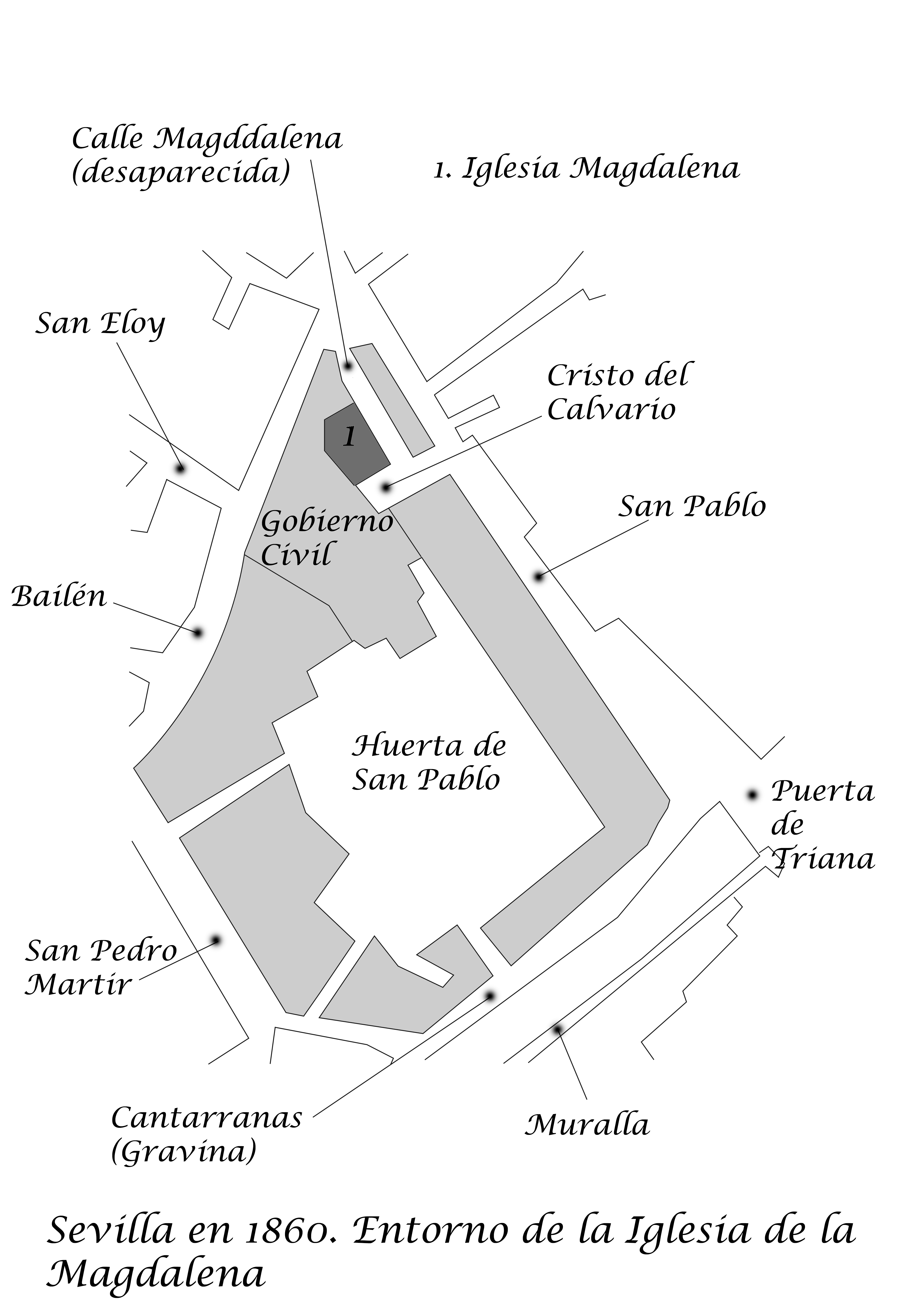
Environnement de l'église de la Magdalena de Séville en 1860.

En 1248, le roi Ferdinand III a cédé quelques maisons aux Dominicains . Vers 1250, dans un chapitre provincial du mandat à Tolède, a été assigné un nombre de moines au couvent. La donation des immeubles a été confirmée en 1255 par Alfonso X .
En 1324, l'infant Felipe, a accordé beaucoup d'aumônes à ce couvent . En reconnaissance, le roi a offert au couvent une statue en argent, qui sera détruite en 1691 . Autour de 1353, le couvent a été détruit par un incendie, Pedro I a contribué aux œuvres de réparation en 1361.
Les Rois catholiques, qui se trouvaient à Medina del Campo, ont attribué au couvent des aumônes pour la réparation de l'église, qui avait été endommagée par une forte tempête, en 1504. Le couvent a aussi reçu beaucoup d'aides de riches familles locales, lesquelles ont reçu une sépulture à l'intérieur de l'église .
En 1504, a été créé dans son sein un centre d'études, Estudio General, qui en 1552, par bulle du pape Jules III, est passé au rang d'université .
Dans ce couvent se trouveront beaucoup de moines dominicains qui, postérieurement, évangéliseront l'Amérique et les Philippines. Quelques-unes de ces missions aux Indes ont été organisées par Bartolomé de las Casas. En 1544 il a été nommé dans ce couvent évêque de Chiapas .
Il a été le couvent dominicain principal de l'Andalousie. Au milieu du XVIIe siècle s'y trouvaient 200 moines. En 1649, 85 moines sont morts de l'épidémie de peste qui s'est abattue sur la ville . En 1757 il y avait encore 190 moines .
Après les débordements du fleuve Guadalquivir entre 1691 et 1692, la construction médiévale a souffert, a dû être démolie pour être réédifiée à nouveau . L'église actuelle a été réalisée entre 1694 et 1709 .
Pendant l'invasion française de Séville, les troupes ont pillé le couvent et ils l'ont occupé comme caserne et l'église du couvent a été convertie en église de Sainte María Magdalena.
Postérieurement, les dominicains sont revenus au couvent. Après le désamortissement de 1835 le couvent a été consacré à des bureaux civils .
Le couvent a été réformé dans son intérieur pour l'adapter aux nouveaux usages civils. En juillet 1906 l'ancien couvent transformé en Gouvernement Civil a été détruit par un incendie. Tout au long du XXe siècle ses deux cloîtres et autres dépendances ont fait l'objet de projets d'urbanisme . Au XXIe siècle, seuls subsistent de l'ancien couvent l'église, la sacristie et la chapelle de Montserrat .

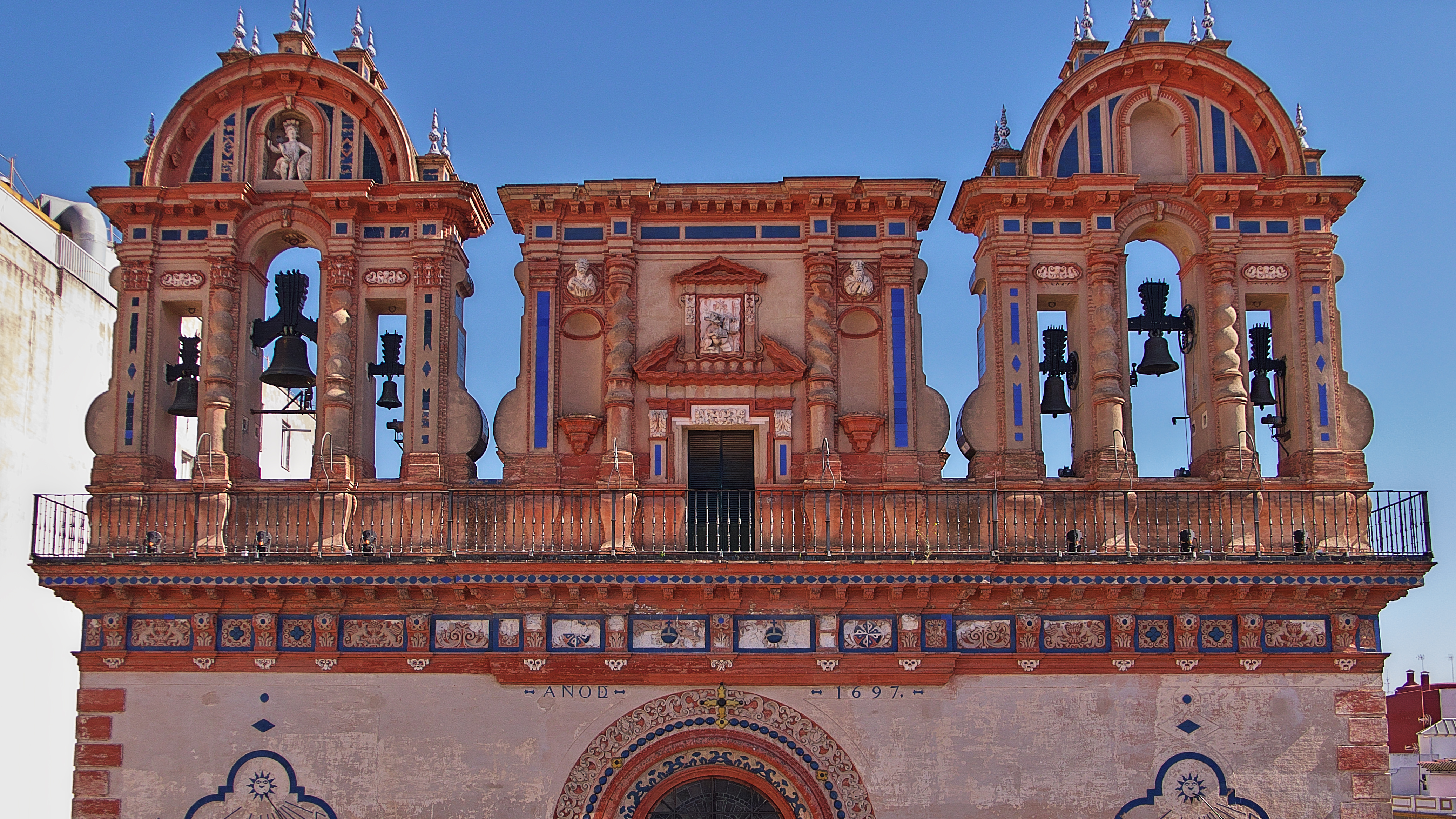
Part supérieure de la façade des pieds du temple, avec le clocher-mur qui la parachève.

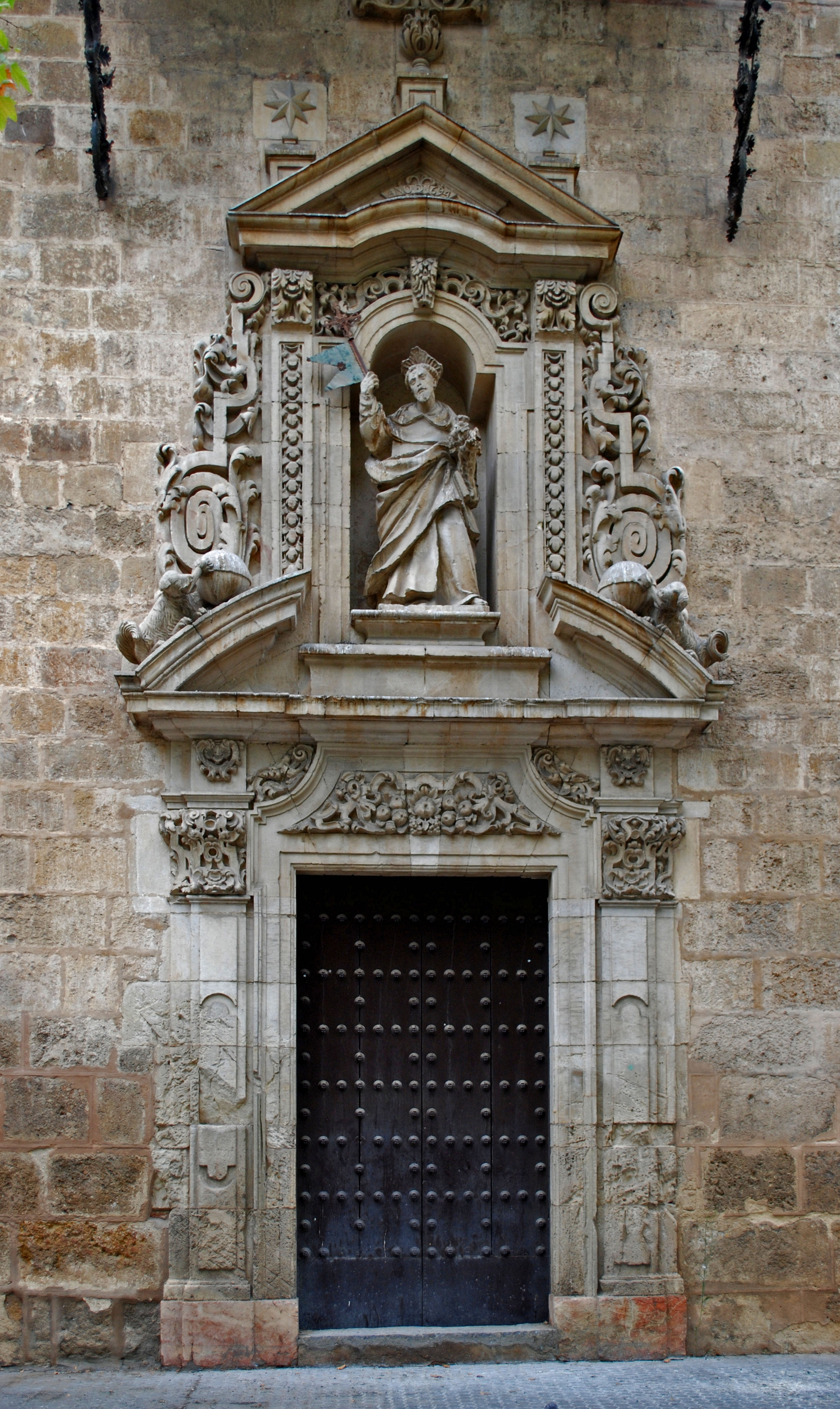
Portail de l'église avec la sculpture de Saint-Domingue de Guzmán.

L'intérieur de l'église est un composé de trois nefs longitudinales et une transversale [8]  .

### Autel majeur

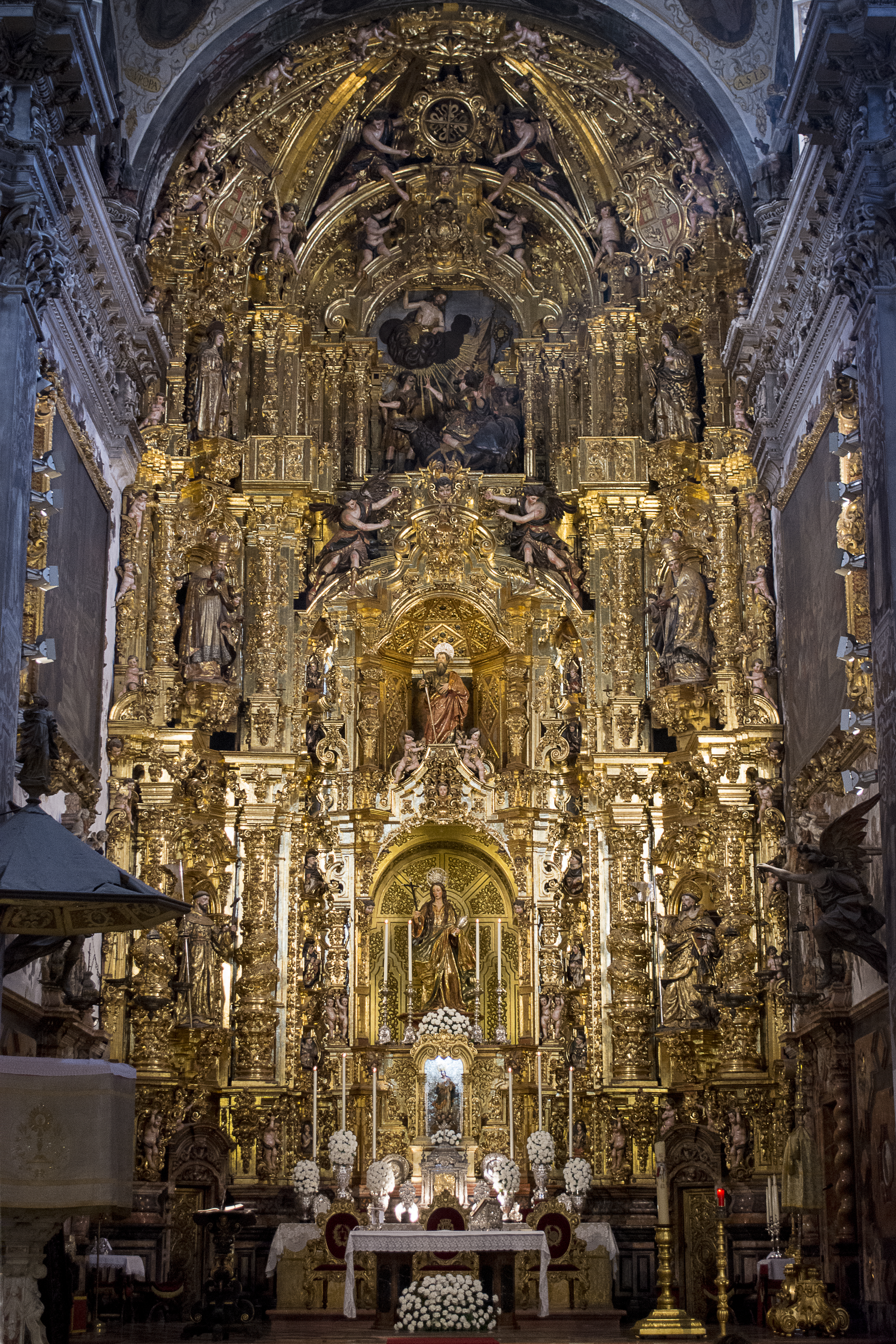
Retable majeur. Siècle XVIII.

L'autel majeur, somptueux retable baroque, est de Lucas Valdés, daté entre 1710 et 1715 .
En 1577, le prieur du couvent a commandé un retable pour l'autel majeur réalisé par Juan Bautista Vázquez "le Vieux" et Miguel d'Adán, qui est resté dans l'édifice jusqu'en 1700 environ . L'actuel retable majeur peut se dater entre 1709 , date de finalisation des œuvres, et 1724, année de sa consécration. Il est attribué à Leonardo de Figueroa [23] et à Pedro Duque Cornejo . Il constitue un retable de grandes proportions, le second plus grand de la ville, après celui de la cathédrale. Il fait 160 m² et dix-huit mètres de haut.
Il a été restauré dans l'an 2012, avec le patronage de la Real Maestranza de Cavalerie de Séville.

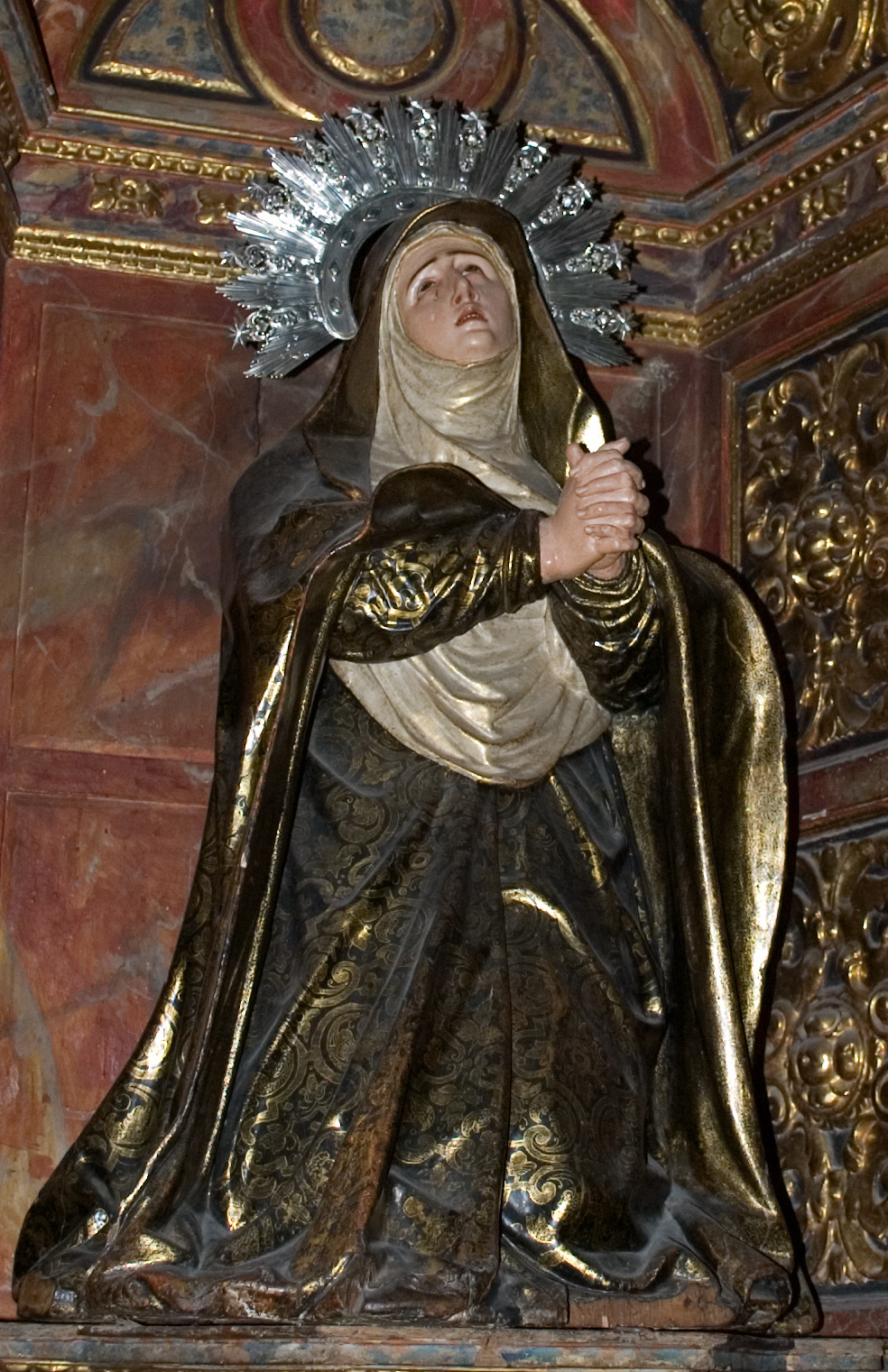
Vierge de l'Ancienne. Pedro Roldán. 1650-1651.

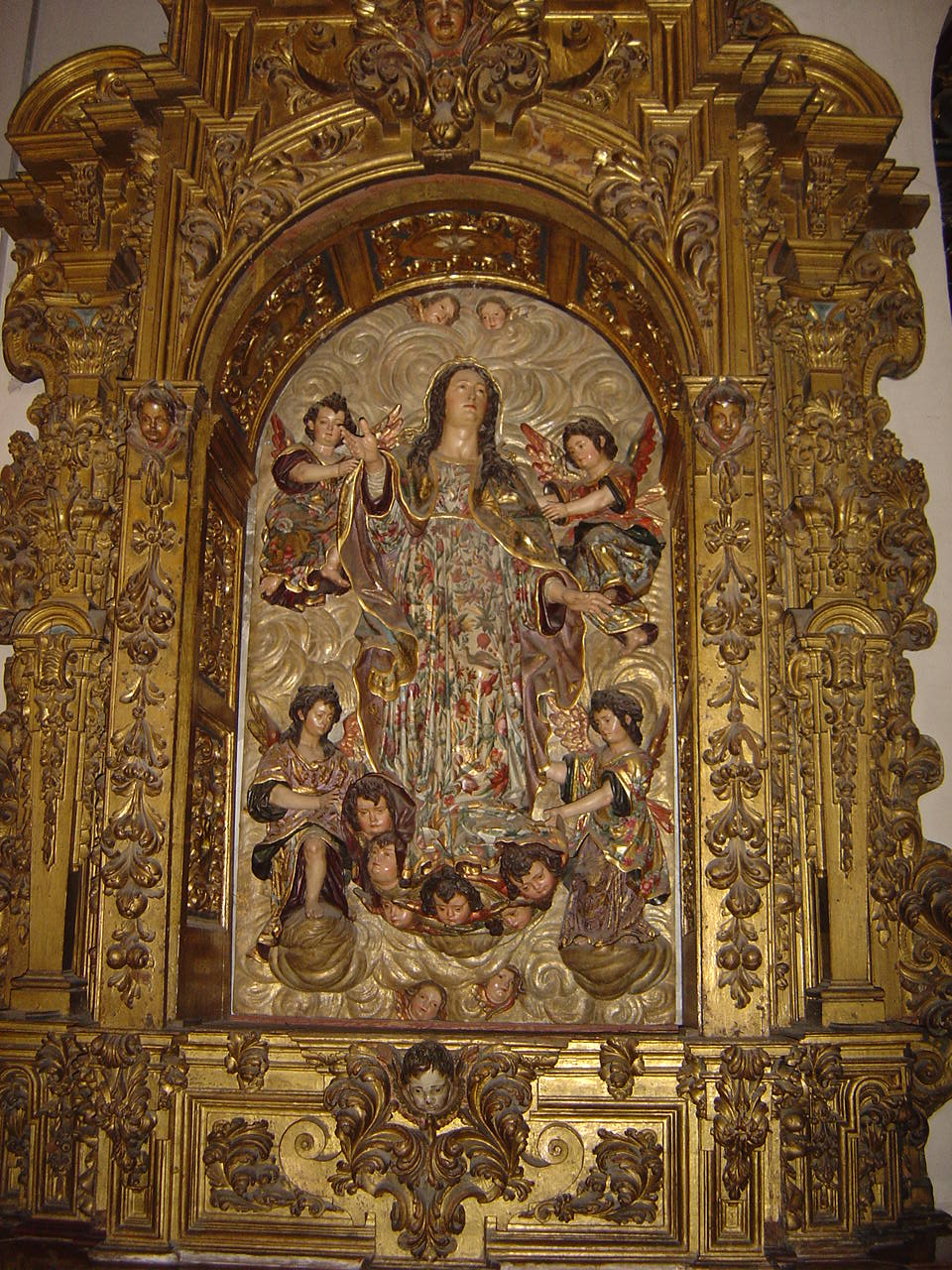
Retable de l'Ascension de la Vierge, réalisé par Juan de Mesa (1619).

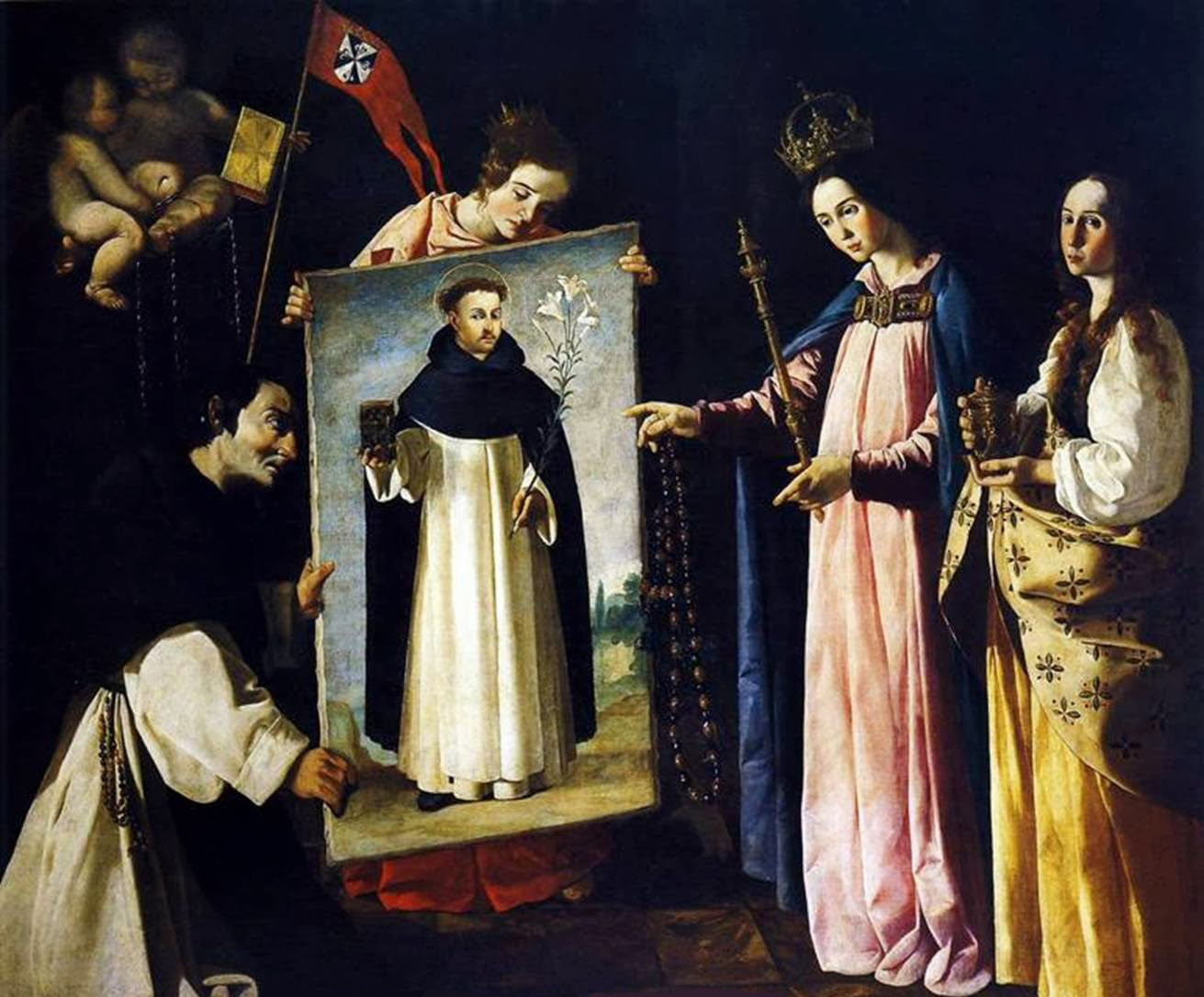
Santo-Domingo en Soriano, de Francisco de Zurbarán (1626).

### Peinture
Beaucoup d'entre elles se trouvent très endommagées. La majeure partie ont été réalisées par Lucas Valdés entre 1710 et 1715 .

### Orfèvrerie

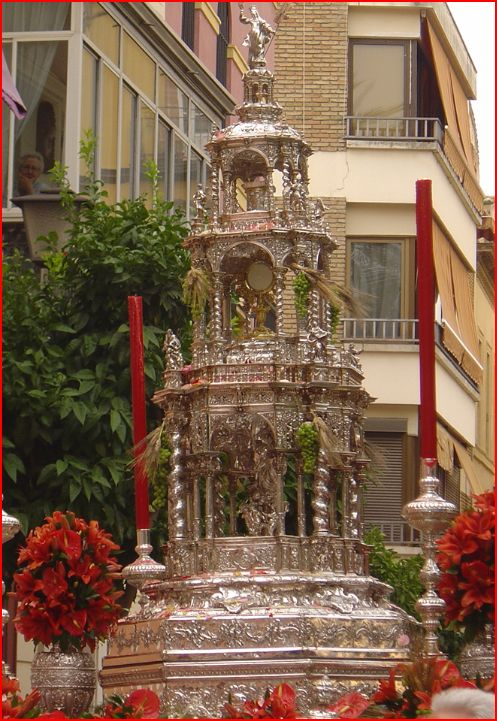
Garde processionnelle.

La magnifique Garde processionnelle de 2,25 mètres de hauteur a été initiée par Cristóbal Sánchez de la Rosa en 1678, continuée par Juan Laureano de Pina et parachevée par Blas Amat et Cortés en 1790. Cette garde est la propriété de la fraternité Sacramentale de la Paroisse.